# Ikarus (festival)
Pour les articles homonymes, voir Ikarus (homonymie).
Ikarus est un festival de techno et EDM organisé annuellement depuis 2015 à Memmingerberg (près de Memmingen), en Allemagne. Après son annulation en 2020 et 2021 en raison de la pandémie de Covid-19, il a lieu pour la première fois en 2022 avec plus de 75 000 visiteurs,. Bien que l'année suivante, le festival n'ait eu lieu que sur 3 jours — contrairement à 2019 et 2022 —, l'édition 2023 a même enregistré environ 91 000 visiteurs.

## Histoire
Le festival Ikarus a lieu pour la première fois les 5 et 6 juin 2015 sur un ancien aéroport militaire qui jouxte le site de l'aéroport de Memmingen. Le nom vient d'Icare, un personnage de la mythologie grecque. Selon les organisateurs, il s'agissait d'un nom « que tout le monde a déjà entendu, mais dont on ne se fait pas forcément une idée précise. » En 2016, la durée du festival est étendue à trois jours, puis à quatre jours en 2019 et 2022. En 2023, le festival s'étend à nouveau sur trois jours.

## Structure
Les visiteurs peuvent choisir entre 7 scènes, qui se différencient par leur emplacement, leur design et leur genre. Différents styles de musique électronique sont couverts, de la house à la techno, en passant par la trance Goa et l'electro. La scène principale du site est l'Olymp Stage. La Minos Tent est la deuxième plus grande scène et se trouve dans une grande tente. La Meduza Jungle et la Forest Stage sont des scènes en plein air entourées de forêts. Le festival comprend aussi la Hade Cage dans un entrepôt, la Onos Stage dans un hangar à avions et la Nox Stage,.

## Programmations
| Date                 | Participants | Affluence |
| -------------------- | --- | --------- |
| 5–6 juin 2015        | Robin Schulz, Felix Jaehn, Monika Kruse | 14 000    |
| 2–4 juin 2016        | Sven Väth, Alle Farben, Gestört aber geil | 25 000    |
| 8–10 juin 2017       | Fritz Kalkbrenner, Tale of Us, Dixon, Boris Brejcha | 30 000    |
| 7–9 juin 2018        | Richie Hawtin, Solomun, Nina Kraviz, Tale of Us, Chris Liebing, Pan-Pot, Sam Paganini | 35 000    |
| 7–10 juin 2019       | Paul Kalkbrenner, Lost Frequencies, Stephan Bodzin, Charlotte De Witte, Martin Solveig, Ben Klock                                                                                               | 50 000    |
| 29 mai – 1 juin 2020 | Adam Beyer, Dubfire, Fritz Kalkbrenner, Steve Aoki, Robin Schulz, uvm. | Annulé    |
| 2–6 juin 2022        | Adam Beyer, Amelie Lens, Carl Cox, Fritz Kalkbrenner, Len Faki, Monika Kruse, Neelix, Oliver Heldens, Pan-Pot, Reinier Zonneveld, Richie Hawtin, Robin Schulz, Steve Aoki, Sven Väth, Vini Vici | 75 000    |
| 26–29 mai 2023       | Scooter, Timmy Trumpet, Paul Kalkbrenner, James Hype, Lost Frequencies, Alle Farben, Neelix | 91 000    |
| 17–20 mai 2024       | Boris Brejcha, Dimitri Vegas & Like Mike, Hardwell, James Hype, Neelix, Vini Vici, Yung Hurn |           |